# Haaniella gorochovi

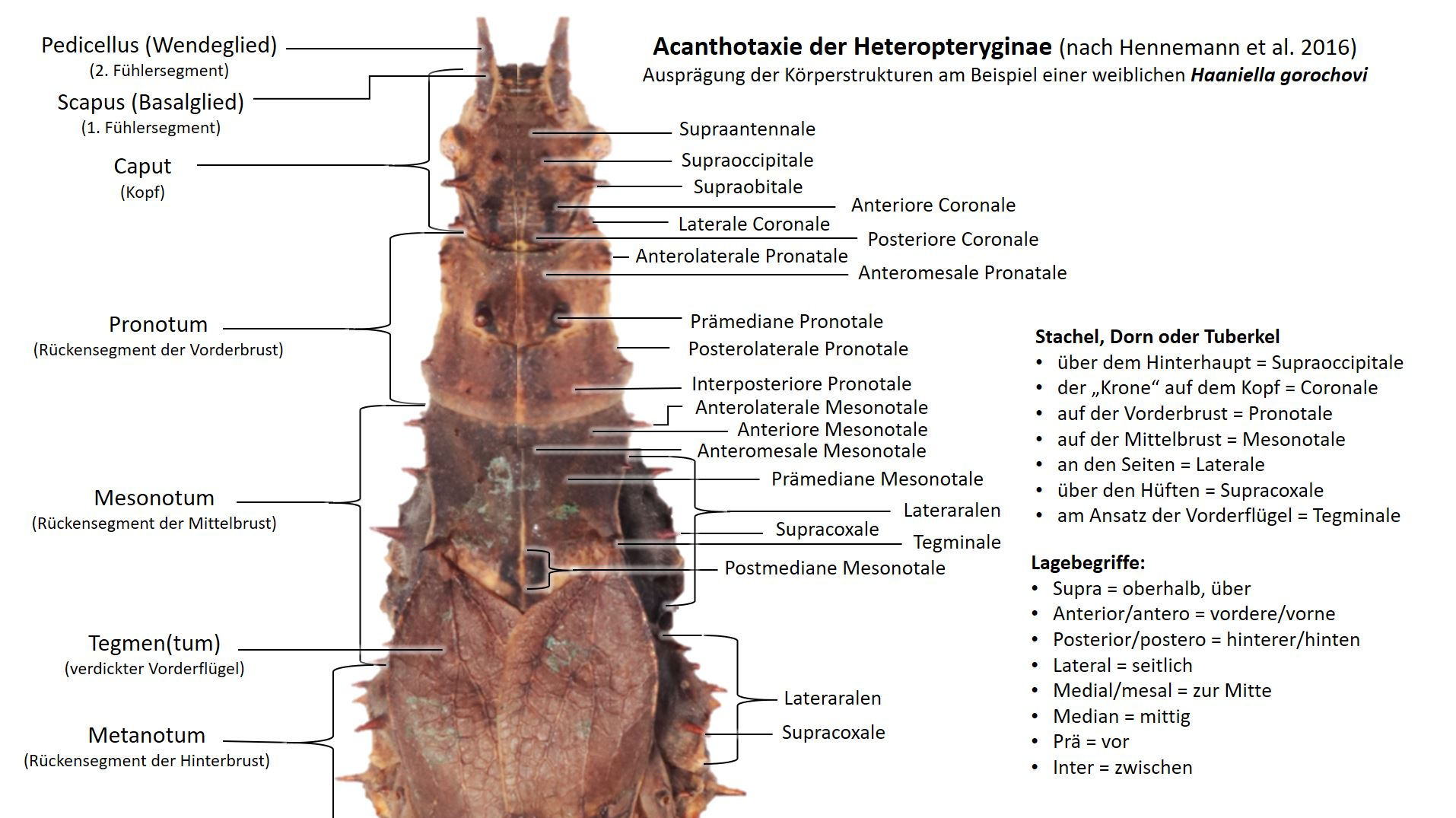
Stachelausprägung (Acanthotaxie) bei einem Weibchen von Haaniella gorochovi

Haaniella gorochovi ist eine aus Vietnam stammende Gespenstschreckenart aus der Familie Heteropterygidae.

## Merkmale
Bei Haaniella gorochovi handelt es sich um eine mittelgroße, relativ gedrungene Art. Das Spektrum ihrer Grundfarben reichen von mattem Ocker bis Dunkelbraun. Mit zunehmendem Alter werden die Tiere dunkler. Es können sowohl helle, als auch dunklere Flecken vorkommen. Gelegentlich findet sich ein Längsstreifen, welcher bei den Weibchen eher matt braun ist und mittig entlang der Körperoberfläche bis zum Ende des Abdomens verläuft, während er bei den Männchen vor allem auf dem Pro- und Mesonotum eher dunkelbraun ist. Die gut entwickelten Dornen auf dem Kopf und am Thorax sind rot und an den Spitzen schwarz. An der Basis der Tegmina befinden sich nicht wie bei vielen anderen Arten vier, sondern lediglich zwei markante posteromediane Mesonotalen (Siehe auch Acanthotaxie der Heteropterygini). Die Zwischenhäute der ersten drei Abdominalsegmente sind blassorange. Die Weibchen erreichen eine Größe von 90 bis 101 mm. Ihr Abdomen endet in einem Legestachel, dem sekundären Ovipositor. Dessen ventral liegende Subgenitalplatte endet in einer leicht gegabelten Spitze. Seitliche Zähne sind nicht vorhanden. Der dorsale Anteil des Legestachels, welcher als Supraanalplatte oder Epiproct bezeichnet wird, ist etwas länger als der ventrale und endet in einer zweizackiger Spitze. Die Männchen sind 59 bis 61 mm lang.

## Vorkommen
Die Art ist die bisher einzige der Gattung, die auf dem kontinentalen Festland Asiens vorkommt. Sie ist im Hochland von Vietnam verbreitet, wo sie in den Provinzen Gia Lai, Lâm Đồng, Khánh Hòa und Đắk Lắk gefunden wurde. In Đắk Lắk wurde sie in Höhen um 950 m angetroffen.

## Fortpflanzung
Die Eier sind je nach Fundort blassgrau oder blass- bis mittelbraun. Sie sind 7,5 bis 7,8 mm lang, 5,5 bis 6,0 mm breit und 5,9 bis 6,2 mm hoch und haben eine deutlich vierarmige Mikropylarplatte, deren untere Arme fast waagerecht auseinander streben. Der Deckel (Operculum) ist leicht konisch erhöht. Die Mikropyle befindet sich am unteren Rand zwischen diesen Armen. Bis zum Schlupf kann ein Jahr vergehen. Die frisch geschlüpften Nymphen sind graubraun gefärbt und haben auffällige weiße Binden an allen Femuren und einen weißen Fleck auf dem vierten Abdominaltergit. Nach etwa ein bis zwei Jahren sind sie adult.

## Systematik
Frank H. Hennemann et al. beschrieben die Art 2016 anhand diverser, teilweise schon in den 1980er bzw. 1990er Jahren gesammelter Tiere. Das Artepitheton wurde zu Ehren des russischen Entomologen Andrej Gorochov gewählt, welcher diese Art bereits seit 1988 immer wieder gesammelt hatte. Als Holotypus ist ein adultes, männliches Tier ausgewählt worden, welches 1993 von Gorochov in Buôn Luoi in der Provinz Gia Lai gesammelt worden ist. Es ist neben weiteren zu Paratypen erklärten, von Gorochov, N. Orlov und T. K. Sergeeva gesammelten Tieren im Zoologischen Institut der Russischen Akademie der Wissenschaften in Sankt Petersburg hinterlegt. Außerdem sind Paratypen im Manchester Museum, im Royal Ontario Museum, im Museum für Naturwissenschaften in Brüssel und in der Privatsammlung von Hennemann zu finden. Haaniella gorochovi wurde von Hennemann et al. gemeinsam mit der auf Sumatra heimischen Haaniella parva und den auf Borneo heimischen Haaniella dehaanii und Haaniella grayii in die "grayii"-Artengruppe gestellt. Diese Zuordnung konnte durch eine molekulargenetische Untersuchung von 2021 bezüglich der von Borneo stammenden Arten nicht bestätigt werden. Sarah Bank et al. schlossen neben anderen auch diese Arten in diese Untersuchung ein. Von den untersuchten Arten erwies sich die auf Sumatra heimische Haaniella gintingi als nächster Verwandter.

## Terraristik
Haniella gorochovi ist seit 2014 in Zucht. Der Zuchtstamm geht auf Tiere zurück, die Joachim Bresseel und Jérôme Constant im Juli 2014 im Bidoup Nui Ba Nationalpark in der Provinz Lâm Đồng gesammelt worden sind. Bis zu ihrer Beschreibung wurde sie nach ihrem Fundort als Haaniella sp. ‘Bidoup Nui Ba’ bezeichnet. Sie wird von der Phasmid Study Group unter der PSG-Nummer 404 geführt.
Die Tiere benötigen, wie alle Vertreter der Gattung, eine relativ hohe Luftfeuchtigkeit. Zur Eiablage ist ein leicht feuchtes Substrat am Boden notwendig. Gefressen werden neben Brombeerblättern auch noch andere Rosengewächse, sowie Hasel. Außerdem sollten Versteckmöglichkeiten etwa in Form von Rindenstücken vorhanden sein.

## Bilder

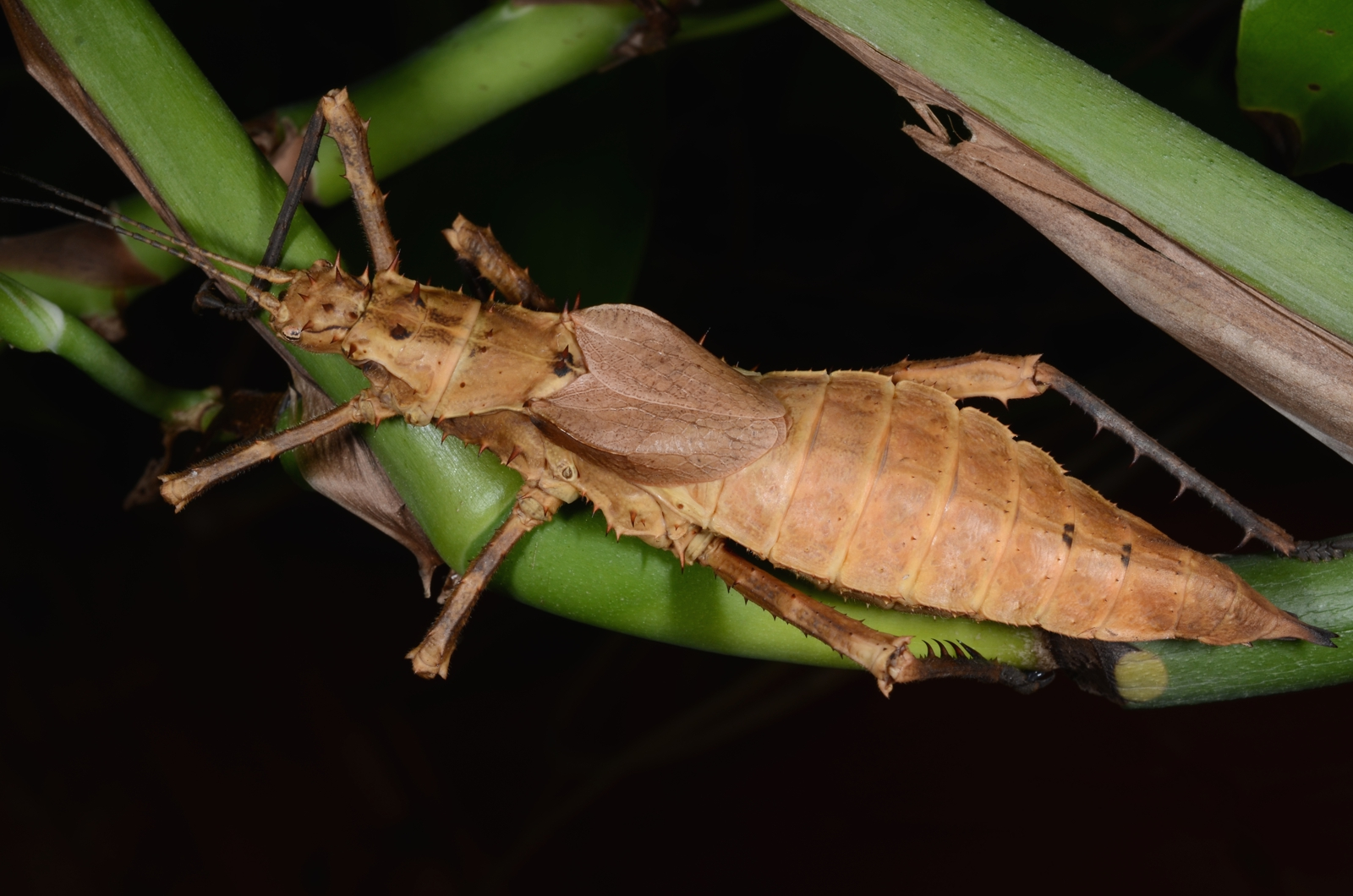
Weibchen
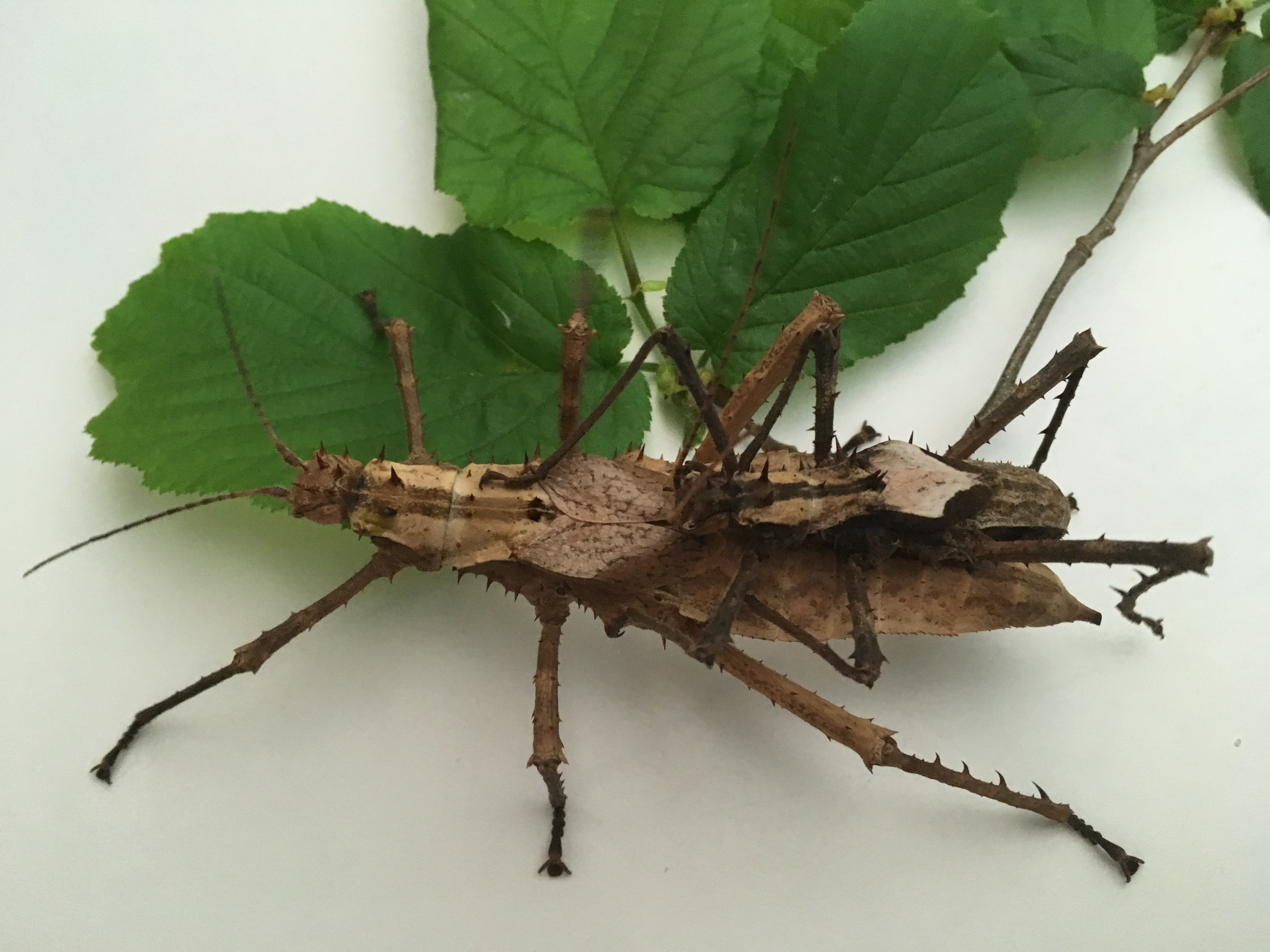
Pärchen bei der Begattung
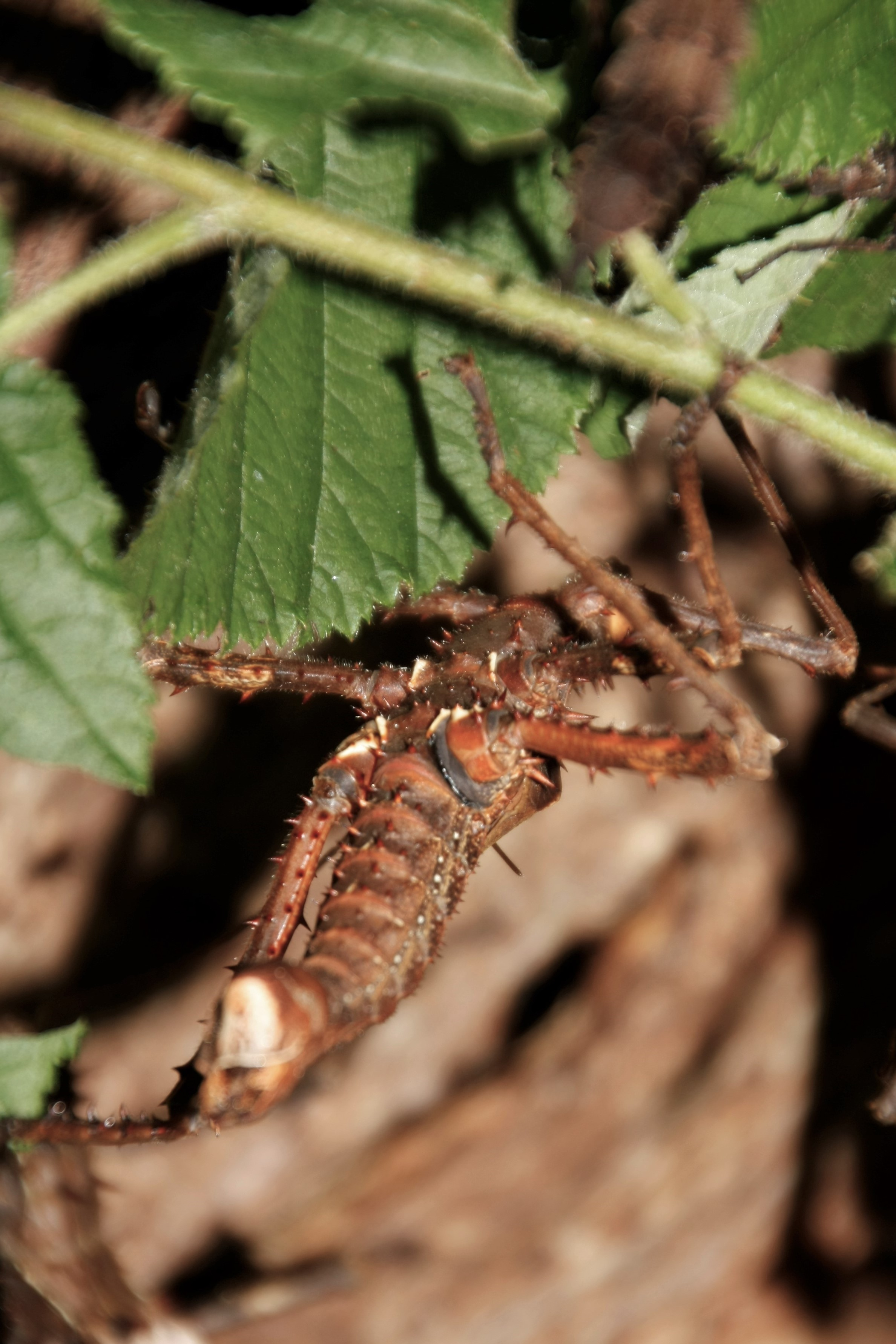
Männchen von unten mit Blick auf die Coxen und die abdominalen Zwischenhäute
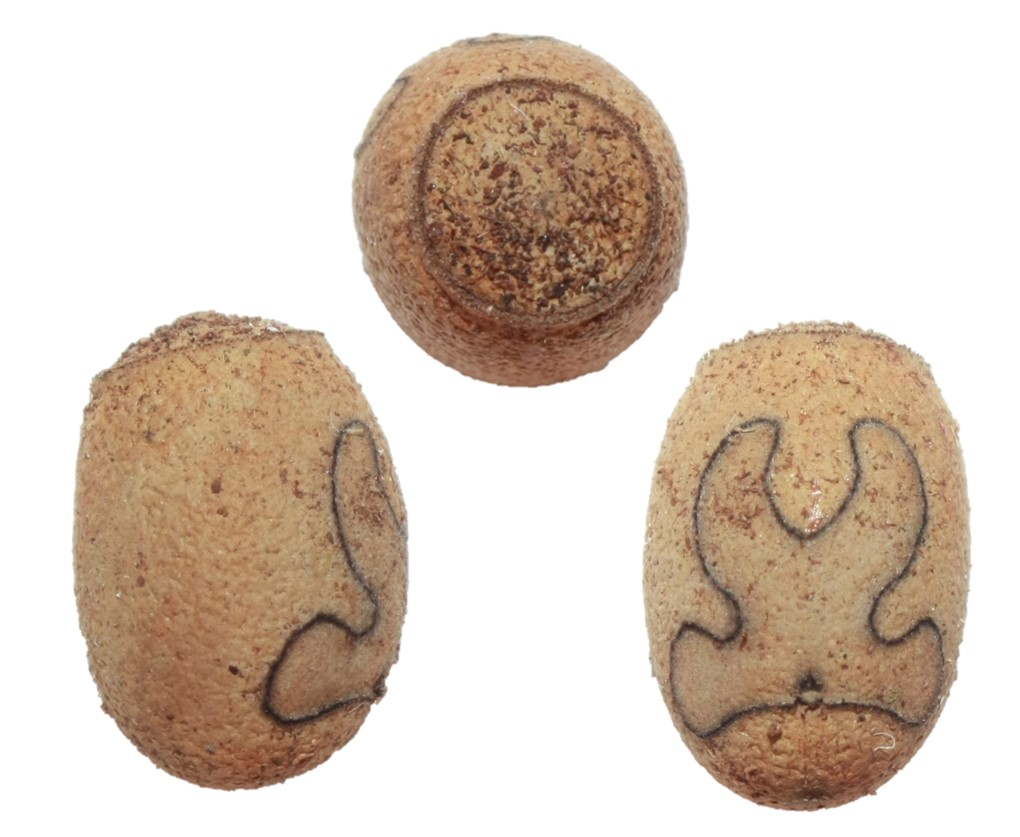
Eier: von oben, sagittal und dorsal
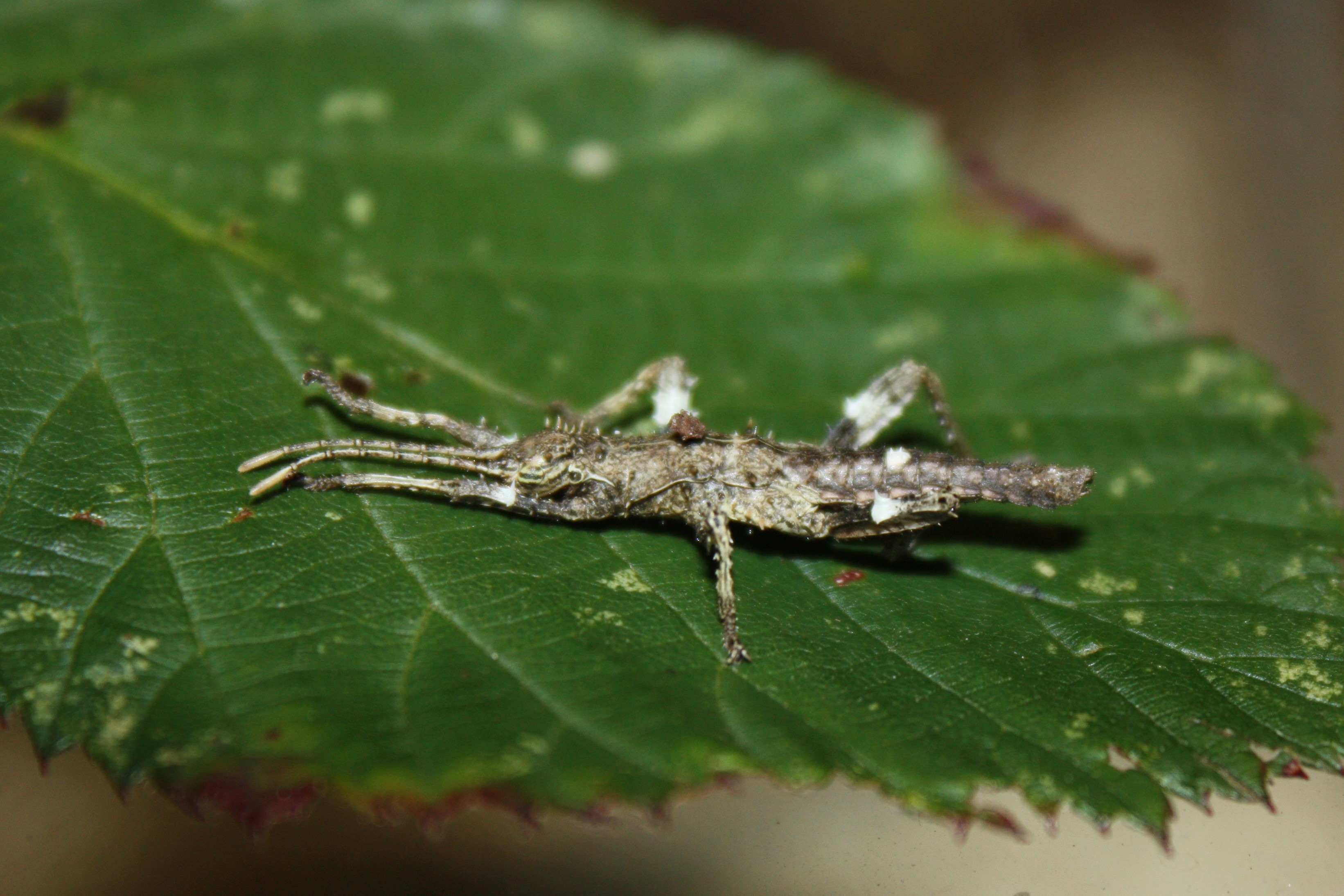
Frisch geschlüpfte Nymphe